# Inatismo
Inatismo é a concepção de que algumas ideias/conhecimentos advindos de conteúdos mentais estão presentes desde o nascimento, isto é, não são adquiridas ou aprendidos.
O inatismo opõe-se particularmente ao empirismo de John Locke, onde em sua obra "Ensaio acerca do Entendimento Humano", afirma que a mente (mind) é uma "tabula rasa", e toda ideia deriva da experiência sensível.
As teorias inatistas já estão presentes em Platão, mas também na Filosofia moderna — notadamente entre os racionalistas dos séculos XVII e XVIII, especialmente Descartes, Espinoza e Leibniz, entre outros.
Também na psicologia, uma ideia inata é um conceito ou um item de conhecimento universal, isto é, algo com que todas as pessoas nascem — em oposição àquilo que as pessoas adquirem através da experiência.

## Variantes do nativismo
Analistas muitas vezes dividem a filosofia do nativismo em duas áreas:
• conhecimento nativismo: esse ensinamento é que os seres humanos têm acesso ao conhecimento possuído por natureza
• ideia nativismo, essa doutrina afirma que os seres humanos têm acesso a certas ideias inatas conhecimento inatismo parece implicar ideia nativismo. Ideia nativismo não implica necessariamente conhecimento, embora isso seja discutível. Uma conta nativista poderia apoiar uma ideias nativistas ou conhecimento, ou ambas as ideias e conhecimentos

## Racionalismo
Nativismo é uma característica geralmente encontrada em sistemas racionalistas e é requerido pela necessidade de encontrar uma fonte diferente de conhecimento experiencial, ou seja, a informação que vem dos sentidos. Se o conhecimento não é elaborado a partir dos sentidos, então ele tem que vir de algum outro lugar. Em particular, é concebível que, antes de qualquer experiência, é necessário algum conhecimento básico. Por exemplo, é possível duvidar que a ideia de infinito, de substância ou Deus pode ser adquirido empiricamente. Em princípio, toda a doutrina nativista acaba tendo quase sempre uma ligação com as doutrinas relacionadas ao racionalismo. Assim, as teorias nativistas estão presentes no pai de todos os racionalistas, Platão, e autores modernos que são agrupados em torno do racionalismo dos séculos XVII e XVIII, como René Descartes, Baruch Spinoza e Gottfried Leibniz, entre outros.
No outro extremo, os filósofos que ocupam cargos empiristas, como Aristóteles, John Locke e David Hume, negar a possibilidade de ideias inatas ou conteúdos mentais, e podem resumir a posição de todo o adágio tradicional em intellectu Nihil est quod non prius fuerit in sensu ("Nada está na mente que não foi previamente nos sentidos").
Vale ressaltar que os racionalistas autores e, consequentemente, nativista, dá grande importância à matemática modelagem do conhecimento. Por isso, é que a tradição complementar, o empirismo, foi desenvolvido especialmente no mundo de fala Inglês, e muito menos no pensamento continental, em oposição ao racionalismo.

### Kant
Immanuel Kant tentou superar a oposição entre o racionalismo e o empirismo sem abandonar completamente o nativismo. Para Kant, apesar de todo o conhecimento começar com a experiência, nem todo conhecimento é justificado nesta. As noções de espaço, tempo e as categorias, sendo uma condição de possibilidade da experiência, são independentes do mesmo, e pode ser investigado com métodos a priori, resultando em uma filosofia transcendental ("condições de possibilidade da experiência").

### Chomsky
Em mais futuro próximo pode ser encontrado nos orçamentos teoria nativista da gramática transformacional do lingüista americano Noam Chomsky.

### Construtivismo
Além disso, o construtivismo, apesar de não defender precisamente a noção de "razão universal" ou empirismo, exibe uma forma de nativismo sui generis em que há uma consciência inata que organiza e constrói a experiência e lhes dá sentido, mas não postulou a existência de ideias, inata. É que de alguma forma há uma inata construção de uma interpretação de suas experiências.

## A diferença entre inatismo e nativismo
No uso geral, os termos inatismo e nativismo são sinônimos, pois ambos se referem às noções de ideias preexistentes presentes na mente. No entanto, mais corretamente,[carece de fontes?] Inatismo refere-se à filosofia de Platão e Descartes, que assumiu que um Deus ou um ser ou de processo colocado ideias e princípios inatos semelhantes na mente humana.
Nativismo representa uma adaptação deste, fundamentada nas áreas de genética, psicologia cognitiva e psicolingüística. Nativistas defendem que as crenças inatas são de alguma forma geneticamente programados para ocorrer em nossas crenças mente-inata que são os fenótipos de certos genótipos de que todos os seres humanos têm em comum.

## Nativismo
Nativismo é uma visão moderna baseada no inatismo. Os defensores do nativismo são principalmente filósofos que também trabalham no campo da psicologia cognitiva ou psicolingüística: mais notavelmente Noam Chomsky e Jerry Fodor (embora este último tenha adotado uma atitude mais crítica em relação nativismo em seus escritos posteriores). Objeção geral contra o nativista do empirismo ainda é o mesmo que foi levantada pelos racionalistas; a mente humana de uma criança recém-nascida não é uma tabula rasa, mas equipado com uma estrutura inata.